# Seznam osebnih imen na K
Seznam osebnih imen, ki se pričnejo s črko K.

## Seznam

### Ka
- Kaj
- Kaja
- Kajetan
- Kajetana
- Kajn
- Kajtimar
- Kalman
- Kamil
- Kamila
- Kamilo
- Kancijan
- Kandid
- Karel
- Karim
- Karin
- Karina
- Karl
- Karla
- Karli
- Karlina
- Karlo
- Karmela
- Karmen
- Karol
- Karolina
- Katalena
- Kata
- Katra
- Katalin
- Katarina
- Katerina
- Katharine
- Katherine
- Kathy
- Kati
- Katica
- Katja
- Katjuša
- Katka
- Katra
- Katrin
- Kazimir
- Kazimira

### Ke
- Kekec
- Ken
- Kevin
- Keti

### Ki
- Kim
- Kimi

### Kl
- Klara
- Klaudia
- Klaudija
- Klaudio
- Klavdij
- Klavdija
- Klavdijo
- Klelija
- Klemen
- Klement
- Klementina
- Klotilda

### Ko
- ((Konstantina))
- Koloman
- Konrad
- Konstanca
- Konstantin
- Korl
- Kornelij
- Kornelija
- Kosta
- Kostja
- Kozma

### Kr
- Krescencij
- Krescencija
- Krešimir
- Kris
- Krista
- Kristian
- Kristijan
- Kristijana
- Kristina
- Kristjan
- Kristjana
- Krištof

### Ks
- Ksena
- Ksenija
- Ksenja

### Ku
- Kunigunda
- Kurent